# Carolina Stramare
Carolina Stramare, née le 27 janvier 1999 à Gênes, est un mannequin italien, élue Miss Italie le 6 septembre 2019.

## Biographie
Née à Gênes en 1999, elle déménage à Vigevano (Lombardie) où elle est diplômée du lycée linguistique. Elle fréquente l'Académie des Beaux-Arts de Sanremo.
Durant l'été 2019, elle obtient le titre de Miss Lombardie 2019, ce qui lui permet d'accéder directement à la finale de Miss Italie 2019, présidée par Gina Lollobrigida. Elle dédie la victoire à sa mère, décédée d'un cancer durant l'été 2018.
En novembre 2019, elle commercialise un calendrier « sexy » pour l'année 2020,.